# Adliswil
Adliswil est une commune suisse du canton de Zurich.

## Géographie

### Situation

Photo aérienne prise à 600 m par Walter Mittelholzer (1931).

La ville se situe sur les bords de la Sihl au pied de la chaîne de l’Albis, à la périphérie de la ville de Zürich. Un tiers de la superficie communale est occupée par la forêt, la moitié par les transports et l’habitat et le reste par l'agriculture.
Le territoire d'Adliswil s'étend sur 7,77 km2. Lors du relevé de 2013-2018, les surfaces d'habitations et d'infrastructures représentaient 46,8 % de sa superficie, les surfaces agricoles 19,9 %, les surfaces boisées 31,5 % et les surfaces improductives 1,8 %.

### Transports
- Autoroute A3, sortie 33 Wollishofen
- Ligne ferroviaire du Sihltal-Zürich-Uetliberg-Bahn (SZU)
- Lignes du bus pour Zurich
- Téléphérique Adliswil-Felsenegg

## Démographie
Adliswil compte 19 243 habitants fin 2022. Sa densité de population atteint 2477 hab./km2.

## Histoire
La ville est mentionnée pour la première fois au XIIe siècle. Zurich accorda son droit de cité aux habitants d’Adliswil en 1357. La bourgade fut la proie des flammes à deux reprises, en 1443 et en 1657.
La commune a été incorporée au district de Horgen en 1832.

## Économie
Au début du XIXe siècle, l'industrie textile gagna la vallée de la Sihl et la première filature ouvrit ses portes à Adliswil en 1823. Aujourd'hui, la commune est le siège du groupe d'hôtellerie et de restauration Mövenpick et du groupe d'assurances Generali (Suisse). La ville abrite de nombreux pendulaires qui travaillent à Zurich.

## Culture et patrimoine

### Personnalités
- Bettina Bunge (1963-), joueuse de tennis allemande.
- Ferdi Kübler, coureur cycliste.
- Peter Müller (1957-), skieur.
- Jürg Röthlisberger (1955-), judoka, champion olympique en 1980.
- Emil Ruh, compositeur et chef d'orchestre.
- Roman Valent, joueur de tennis.

### Héraldique
| Blason | Blasonnement : Coupé d'azur, à l'aigle naissante, et d'or à une demi-roue de moulin de l'un en l'autre. |